# Underhill (Vermont)
Underhill ist eine Town im Chittenden County des Bundesstaats Vermont in den Vereinigten Staaten, mit 3129 Einwohnern (laut Volkszählung von 2020).

## Geografie

### Geografische Lage
Underhill liegt im Nordosten des Chittenden Countys, am Westrand der Green Mountains. Das Gebiet der Town ist hügelig und Vermonts höchster Berg, der 1339 m hohe Mount Mansfield liegt im Osten der Town. An den Westhängen des Mount Mansfield entspringt der Browns River er fließt in westlicher Richtung durch den Süden der Town. Es gibt nur wenige, kleine Seen auf dem Gebiet der Town.

### Nachbargemeinden
Alle Entfernungen sind als Luftlinien zwischen den offiziellen Koordinaten der Orte aus der Volkszählung 2010 angegeben.
- Norden: Cambridge, 8,0 km
- Osten: Stowe, 19,0 km
- Süden: Bolton, 4,7 km
- Südwesten: Jericho, 8,8 km
- Westen: Essex, 20,8 km
- Nordwesten: Westford, 13,6 km

### Klima
Die Durchschnittstemperatur in Underhill liegt zwischen −11,7 °C (11 °Fahrenheit) im Januar und 17,2 °C (63 Grad Fahrenheit) im Juli. Damit ist der Ort gegenüber dem langjährigen Mittel Vermonts um etwa 2 Grad kühler. Die Schneefälle zwischen Oktober und Mai erreichen ihren Höchstwert im Januar und liegen deutlich höher als die mittlere Schneehöhe in den USA. Die tägliche Sonnenscheindauer liegt am unteren Rand des Wertespektrums der USA, im Zeitraum September bis Dezember zum Teil deutlich darunter.

## Geschichte

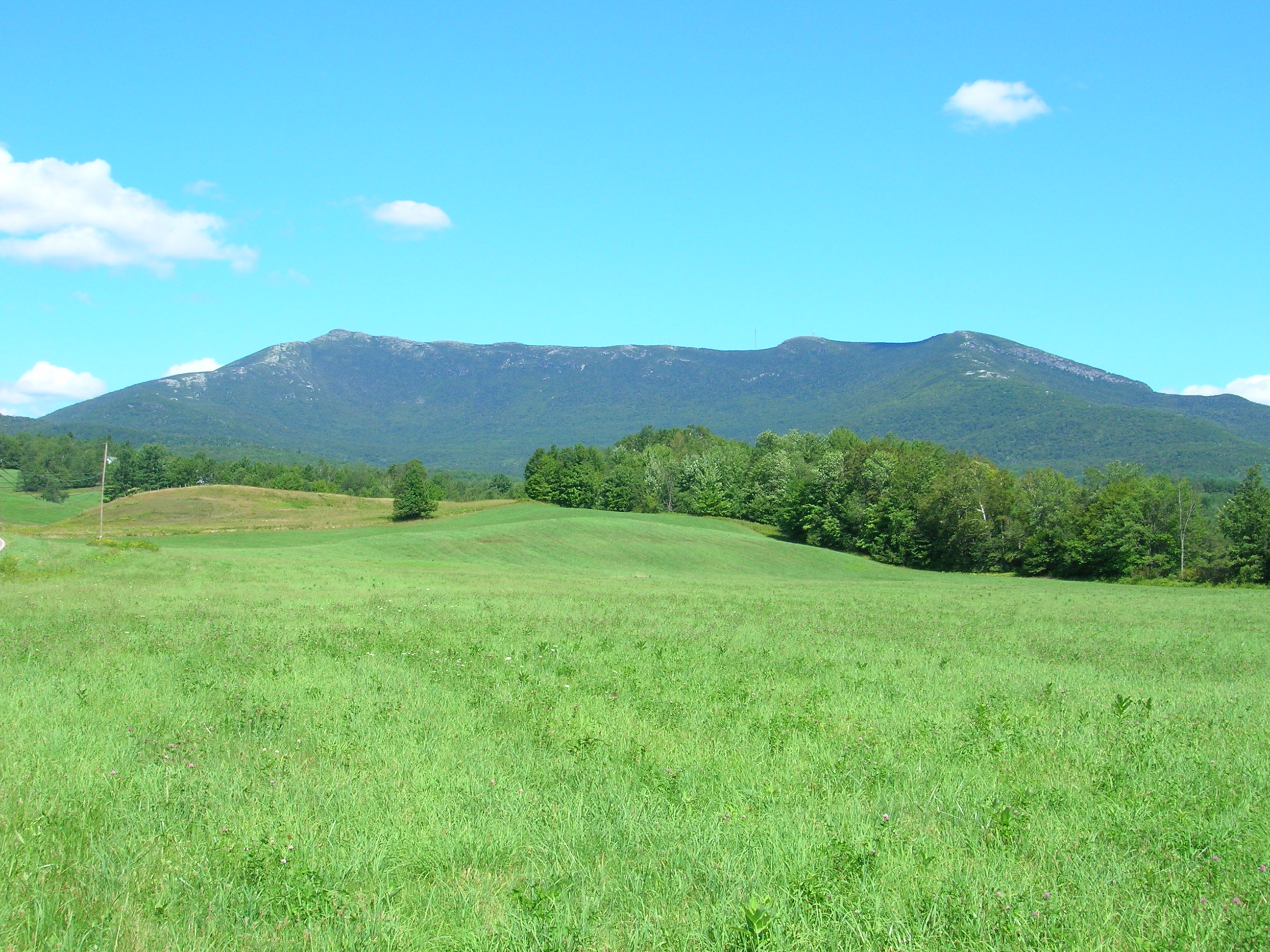
Mount Mansfield

Underhill wurde am 8. Juni 1763 von Benning Wentworth als Teil von New Hampshire mit einer Fläche von 6 auf 6 Meilen, entsprechend den üblichen 23.040 acres (etwa 93,2 km²) ausgerufen. Den Grant bekam Joseph Sacket und weitere. Die Besiedlung von Underhill startete 1786, nachdem 1785 das Gebiet vermessen wurde. Am 9. März 1795 fand die konstituierende Versammlung der Town statt. 1839 wurde der westliche Teil von Mansfield der Town Underhill zugeschlagen.
Auch wenn der Name Underhill zurückgehen könnte auf die Ortsbezeichnung under the hill gemeint ist die Lage unterhalb des Mount Mansfield, geht der Name der Town entweder auf Benjamin Underhill oder Underhill Horten, oder auch auf beide zurück. Mehrere Mitglieder der Underhill-Familie waren beteiligt an Grants der Onion River Company. Augenscheinlich kannten weder Wentworth noch die Nehmer der Grants das Gebiet. Am selben Tag wie Underhill wurde die Town Mansfield gegründet. Diese wurde durch den Mount Mansfield in der Mitte geteilt und es war nicht möglich von der einen, auf die andere Seite der Town zu gelangen. Mansfield wurde 1839 geteilt und der westliche Teil Underhill, der östliche Teil Stowe zugeschlagen.
Underhill lag an der von 1877 von 1938 betriebenen Bahnstrecke Burlington–Cambridge Junction.

### Einwohnerentwicklung
| Volkszählungsergebnisse – Town of Underhill | Volkszählungsergebnisse – Town of Underhill | Volkszählungsergebnisse – Town of Underhill | Volkszählungsergebnisse – Town of Underhill | Volkszählungsergebnisse – Town of Underhill | Volkszählungsergebnisse – Town of Underhill | Volkszählungsergebnisse – Town of Underhill | Volkszählungsergebnisse – Town of Underhill | Volkszählungsergebnisse – Town of Underhill | Volkszählungsergebnisse – Town of Underhill | Volkszählungsergebnisse – Town of Underhill |
| Jahr                                        | 1700                                        | 1710                                        | 1720                                        | 1730                                        | 1740                                        | 1750                                        | 1760                                        | 1770                                        | 1780                                        | 1790                                        |
| ------------------------------------------- | ------------------------------------------- | ------------------------------------------- | ------------------------------------------- | ------------------------------------------- | ------------------------------------------- | ------------------------------------------- | ------------------------------------------- | ------------------------------------------- | ------------------------------------------- | ------------------------------------------- |
| Einwohner                                   |                                             |                                             |                                             |                                             |                                             |                                             |                                             |                                             |                                             | 65                                          |
| Jahr                                        | 1800                                        | 1810                                        | 1820                                        | 1830                                        | 1840                                        | 1850                                        | 1860                                        | 1870                                        | 1880                                        | 1890                                        |
| Einwohner                                   | 212                                         | 490                                         | 633                                         | 1052                                        | 1441                                        | 1599                                        | 1637                                        | 1655                                        | 1439                                        | 1301                                        |
| Jahr                                        | 1900                                        | 1910                                        | 1920                                        | 1930                                        | 1940                                        | 1950                                        | 1960                                        | 1970                                        | 1980                                        | 1990                                        |
| Einwohner                                   | 1140                                        | 1004                                        | 896                                         | 781                                         | 760                                         | 698                                         | 730                                         | 1198                                        | 2172                                        | 2799                                        |
| Jahr                                        | 2000                                        | 2010                                        | 2020                                        | 2030                                        | 2040                                        | 2050                                        | 2060                                        | 2070                                        | 2080                                        | 2090                                        |
| Einwohner                                   | 2980                                        | 3016                                        | 3129                                        |                                             |                                             |                                             |                                             |                                             |                                             |                                             |

## Wirtschaft und Infrastruktur

### Verkehr
Die Vermont State Route 15 verläuft in nordsüdlicher Richtung durch den Westen der Town. Sie verbindet Underhill mit Jericho im Süden und Cambridge im Norden. Ansonsten gibt es nur wenige kleinere Straßen.

### Öffentliche Einrichtungen
Es gibt kein Krankenhaus in Underhill. Das  University of Vermont Medical Center in Burlington ist das nächstgelegene Krankenhaus.

### Tourismus

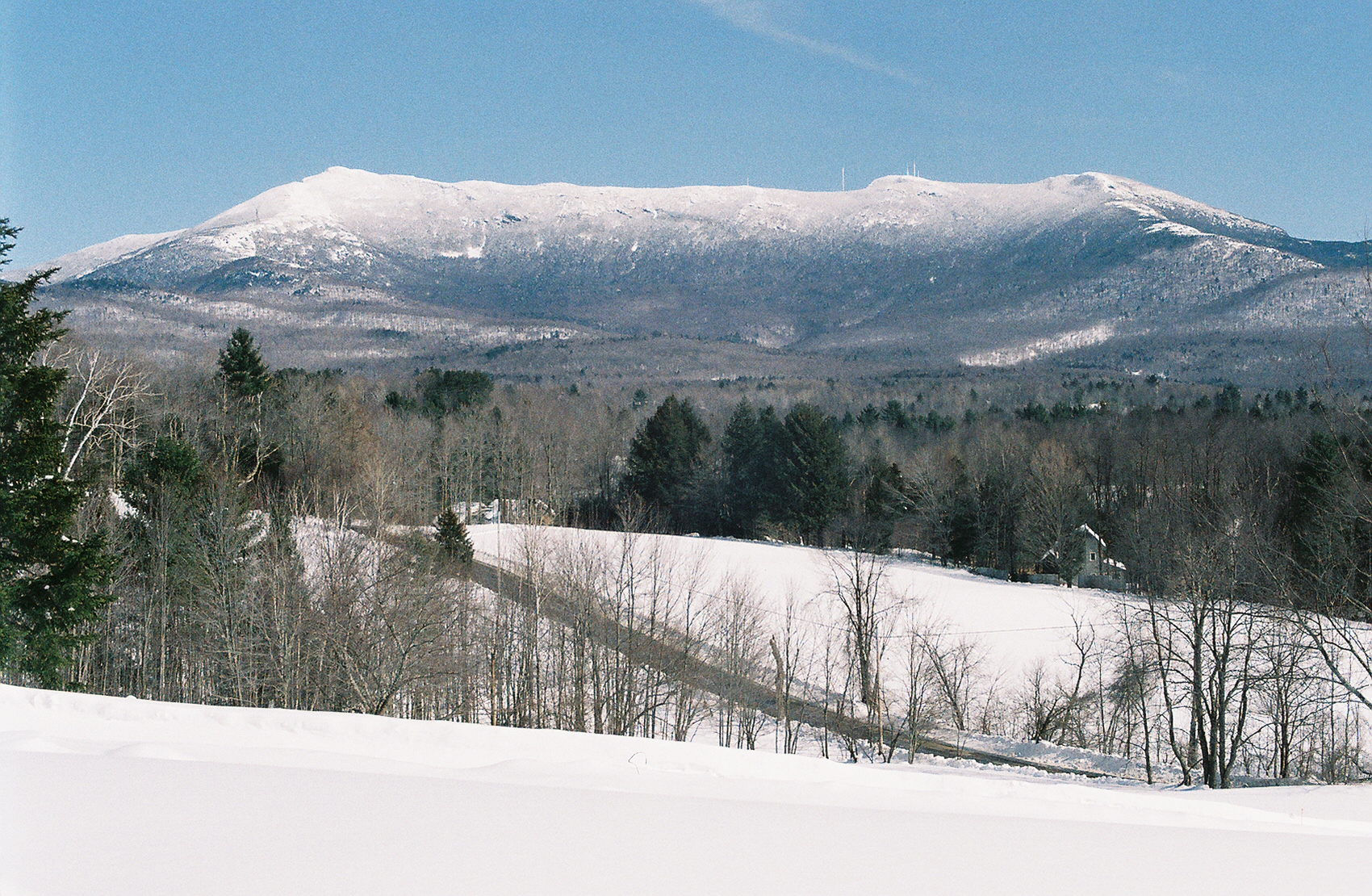
Mount Mansfield

Der Underhill State Park liegt an den Westhängen des höchsten Berges Vermonts, des Mount Mansfield und der Mount Mansfield State Forest, der sich über 44.444 Acre in mehreren Towns erstreckt, nimmt weiteren Raum in Underhill ein. Zusammen mit dem Skigebiet in Stowe bilden sie das Gerüst für den Tourismus in der Region.

### Bildung
Underhill gehört mit Bolton, Huntington, Jericho und Richmond zum Mount Mansfield Modified Union School District. In Underhill bieten die Underhill Central School und die Underhill I.D. School Ausbildung von Kindergarten bis zum vierten Schuljahr.
Die Deborah Rawson Memorial Library geht zurück auf mehrere Vorgänger in Jericho und Underhill. Sie wurde als Nachfolgerin der Waters Memorial Library 1998 eröffnet.
Zu den weiteren Einrichtungen von Underhill gehört die Underhill Historical Society.

## Persönlichkeiten

### Söhne und Töchter der Stadt
- Thomas Cale (1848–1941), Politiker und Vertreter Alaskas im US-Repräsentantenhaus

### Persönlichkeiten, die vor Ort gewirkt haben
- Robert Rosser (* 1969), Biathlet